# Kralj (priimek)
Kralj je dvanajsti najbolj pogost priimek v Sloveniji, ki ga je po podatkih Statističnega urada Republike Slovenije na dan 1. januarja 2024 uporabljalo 3363 oseb in na dan 1. januarja 2010 3.417 oseb. Največ ljudi s tem priimkom, 1047, živi v Osrednjeslovenski statistični regiji, kjer je enajsti najpogostejši priimek. Kralj je tudi enajsti najpogostejši priimek v Jugovzhodni Sloveniji.

## Znani nosilci priimka
- Albin Kralj, duhovnik, teolog, filozof
- Aleksander Kralj, zgodovinar
- Aleksander Prosen Kralj (* 1985), poslanec
- Alojz Kralj (1920–2022), stoletnik, član TIGR
- Alojz Kralj (* 1937), elektrotehnik, univerzitetni profesor, akademik
- Ana Kralj, pisateljica
- Andrej Kralj (* 1977), šolnik, glasbenik, slikar, pesnik
- Anita Kralj (* 1989), slovenska pevka in pianistka
- Anton Serša Kralj, direktor fotografije in snemalec
- Arven Šakti Kralj Szomi (* 1974), fotografinja, vizualna umetnica in prevajalka
- Barbara Kralj (* 1994), nogometašica
- Béla Szomi Kralj, glasbenik
- Blaž Kralj (* 1976), kemik
- Bogdan Kralj (* 1958), glasbenik, dirigent, zborovodja
- Bogdan Kralj, fotograf
- Bojana Kralj, muzikologinja, glasbena pedagoginja
- Boris Kralj (1929–1995), gledališki in filmski igralec, literat
- Boris Kralj, novinar
- Boris Kralj (politik)
- Boris Kralj (* 1956), zdravnik dermatolog, flebolog
- Božo Kralj (1932–2020), ginekolog in porodničar, zdravstveni šolnik, univ. prof.
- Breda Kralj (1966–2019), kostumografinja, scenografka, oblikovalka, kinologinja (pasja masaža)
- Davorin Kralj, strokovnjak za ekoremediacije
- Dejan Kralj (* 1976), kajakaš
- Dimitrij Kralj (1905–1988), sokolski organizator, izseljenski društveni delavec
- Dragica Kralj, agronomka
- Drago Kralj, novinar, urednik
- Drago Kralj, esperantist, prevajalec
- Dušan Kralj (1928–1989), urednik revije Življenje in tehnika, popularizator znanosti
- Dušan Kralj (1931–1981), novinar, prevajalec znanstvene fantastike
- Elvira Kralj (1900–1978), gledališka igralka
- Emil Kralj (1895–1945), gledališki igralec in režiser
- Ervin Kralj (1939–2017), slikar in grafik, risar
- Franc Kralj (1929–2023), duhovnik, prelat, šolnik, zgodovinar, prevajalec
- Franc Kralj (* 1934), mariborski športni letalec, modelar, zasnoval obrambo proti toči ...
- France Kralj (1895–1960), slikar, grafik in kipar
- Franci Kralj (1917–?), igralec
- Frančišek Kralj (1875–1958), duhovnik, književnik
- Friderik Kralj (1900–1999), Maistrov borec in partizan
- Gašper Kralj (* 1974), socialni antropolog, pisatelj, prevajalec iz španščine
- Herman Kralj, elektronik
- Herta Kralj (1904–1982), prevajalka
- Ignacij Kralj (1865–1895), duhovnik, esejist, publicist
- Igo (Ignac) Kralj (1906–1931), letalec
- Izabelle Kralj, ameriška plesalka in koreografinja slovenskega rodu
- Ivan Kralj (1890–1956), rudarski strokovnjak, metalurg, univ. prof.
- Ivo Kralj (* 1928), zamejski glasbenik, zborovodja
- Jaka Kralj, pesnik
- Janko Kralj (1898–1944), pravnik, publicist, urednik in politik
- Janko Kralj (1928–2012), ekonomist, univ. profesor
- Jasna Kralj Pavlovec (*1963), arhitektka, oblikovalka, grafičarka
- Jure Kralj (*1984), hokejist
- Lado Kralj (1938–2022), literarni zgodovinar, univ. prof., književnik, literarni in gledališki kritik, teatrolog, dramaturg, urednik, prevajalec
- Leon Kralj, tehnološki podjetnik
- Lučka Kralj Jerman (* 1934), zborovodkinja
- Mara Kralj (1909–2010), slikarka in oblikovalka lutk
- Marcel Kralj (1925–1996), gospodarstvenik
- Marcel Kralj (glasbenik)
- Marjan Kralj (1932–2002), radijski voditelj in glasbeni urednik
- Marko Kralj, zdravnik ortoped
- Matic Kralj (* 1983), hokejist
- Matjaž (Matthias) Kralj (* 1933), slikar in scenograf
- Metka Kralj (* 1956), pedagoginja?, piska učbenikov
- Miha Kralj (* 1949), elektronski glasbenik
- Miha Kralj (* 1968), umetnik, biolog in statist
- Miloš Kralj (1930–1998), zdravnik
- Miloš Kralj (* 1946), kaniust
- Nejc Kralj, lokostrelec
- Niko Kralj (1920–2013), arhitekt in industrijski oblikovalec
- Polona Kralj - Kovič (* 1955), geologinja, vulkanologinja
- Samo Kralj (* 1957), slikar (NM)
- Samo Kralj (* 1959), fizik
- Simona Kralj Fišer, biologinja
- Sonja Kralj Bervar, muzikologinja
- Tatjana Kralj (1932−2018), operna pevka, sopranistka
- Tea Kralj, slikarka
- Tone Kralj (1900–1975), slikar, grafik in kipar
- Tomaž Kralj (1951–2000), režiser, pesnik in prevajalec
- Tomaž Kralj, pedolog
- Uroš Kralj (* 1986), hokejist
- Uroš Kralj, športnik maratonec
- Urška Kralj (* 1973)
- Veronika Kralj-Iglič (* 1959), biofizičarka
- Vili Kralj (1942–2017), harmonikar, narodnozabavni glasbenik ("Slovenski muzikantje")
- Viljem Kralj (* 1931), elektrotehnik, strokovnjak za varjenje, univ. profesor (FS UL)
- Vladimir Kralj (1901–1969), pisatelj, teatrolog, literarni in gledališki kritik, profesor AGRFT
- Vladislav Kralj (1908–2000), uradnik, gledališčnik in izseljenski kulturni delavec
- Zala Kralj, pevka
- Zlat Kralj (1929–2019), arhitekt, sin Franceta Kralja
- Zmago Kralj, veterinar, državni sekretar

## Tuji nosilci priimka
- Božena Kraljeva (1904–1989), hrvaška igralka
- Branko Kralj - King (1924–2012), hrvaški rokometaš, nogometaš in ustni harmonikar
- Ivan (Krstitelj) Kralj (1792–1878), hrvaški zagrebški pomožni škof in mecen
- Ivan Kralj (1913–1998), hrvaški vojaški zdravnik, načelnik sanitete, generalpodpolkovnik JLA
- Ivka Kralj-Milarov (1856–1942), hrvaška igralka
- Ladislav Kralj Međimurec (1891–1976), hrvaški slikar in grafik
- Marijana Kralj (1895–1987), hrvaška prevajalka
- Matilda Kralj - Gorski (1899–1972), hrvaška pevka (sopranistka) in igralka
- Milan Kralj (1921–1994), hrvaški veterinar infektolog
- Nada Kralj Klobučar (*1938), hrvaška biologinja (histologinja in embriologinja)
- Petar Kralj (1941–2011), srbski igralec
- Rudolf Kralj (1908–1997), hrvaški nogometaš in trener
- Slobodan Kralj (*1945), hrvaški strojni inženir, strokovnjak za ladjedelništvo
- Viktor Kralj (1881–1966), hrvaški filolog, prevajalec in literat
- Zvonimir Kralj (*1930), hrvaški zdravnik otorinolaringolog in onkolog
- Zvonimir Kralj (*1992), hrvaški boksar